# Olympische Sommerspiele 1928/Teilnehmer (Kanada)
| Gelbes Symbol für Goldmedaillen mit stilisierten Olympischen Ringen | Graues Symbol für Silbermedaillen mit stilisierten Olympischen Ringen | Braundes Symbol für Bronzemedaillen mit stilisierten Olympischen Ringen |
| ------------------------------------------------------------------- | --------------------------------------------------------------------- | ----------------------------------------------------------------------- |
| 4                                                                   | 4                                                                     | 7                                                                       |

Kanada nahm an den Olympischen Sommerspielen 1928 in Amsterdam, Niederlande, mit einer Delegation von 68 Sportlern (61 Männer und sieben Frauen) teil.

## Medaillengewinner

### Gold
| Name(n)                                                  | Sportart       | Wettkampf             |
| -------------------------------------------------------- | -------------- | --------------------- |
| Percy Williams                                           | Leichtathletik | 100 Meter, 200 Meter  |
| Fanny Rosenfeld, Ethel Smith, Florence Bell, Myrtle Cook | Leichtathletik | Frauen, 4 × 100 Meter |
| Ethel Catherwood                                         | Leichtathletik | Frauen, Hochsprung    |

### Silber
| Name(n)                       | Sportart       | Wettkampf               |
| ----------------------------- | -------------- | ----------------------- |
| James Ball                    | Leichtathletik | 400 Meter               |
| Fanny Rosenfeld               | Leichtathletik | Frauen, 100 Meter       |
| Donald Stockton               | Ringen         | Mittelgewicht, Freistil |
| Joseph Wright jr., John Guest | Rudern         | Doppelzweier            |

### Bronze
| Name(n) | Sportart       | Wettkampf               |
| --- | -------------- | ----------------------- |
| Raymond Smillie | Boxen          | Weltergewicht           |
| Alex Wilson, Phil Edwards, Stanley Glover, James Ball                                                                               | Leichtathletik | 4 × 400 Meter           |
| Ethel Smith | Leichtathletik | Frauen, 100 Meter       |
| James Trifunov | Ringen         | Bantamgewicht, Freistil |
| Maurice Letchford | Ringen         | Weltergewicht, Freistil |
| Frederick Hedges, Frank Fiddes, John Hand, Herbert Richardson, Jack Murdoch, Athol Meech, Edgar Norris, William Ross, John Donnelly | Rudern         | Achter                  |
| Munroe Bourne, James Thompson, Garnet Ault, Walter Spence                                                                           | Schwimmen      | 4 × 200 Meter Freistil  |

## Teilnehmer nach Sportarten

### Boxen
- Frank Martin
Fliegengewicht: 9. Platz

- Vincent Glionna
Bantamgewicht: 5. Platz

- Frederick Volkert
Federgewicht: 9. Platz

- Frank Battaglia
Leichtgewicht: 17. Platz

- Raymond Smillie
Weltergewicht: Bronze

- Honoré Chevrier
Mittelgewicht: 9. Platz

- Donald Carrick
Halbschwergewicht: 5. Platz

### Leichtathletik
- Percy Williams
100 Meter: Gold 
200 Meter: Gold 
4 × 100 Meter: DQ im Finale

- John Fitzpatrick
100 Meter: Halbfinale
200 Meter: 5. Platz
4 × 100 Meter: DQ im Finale

- George Hester
100 Meter: Viertelfinale
200 Meter: Vorläufe
4 × 100 Meter: DQ im Finale

- Ralph Adams
100 Meter: Viertelfinale
200 Meter: Viertelfinale
4 × 100 Meter: DQ im Finale

- James Ball
400 Meter: Silber 
4 × 400 Meter: Bronze

- Alex Wilson
400 Meter: Halbfinale
800 Meter: Halbfinale
4 × 400 Meter: Bronze

- Phil Edwards
400 Meter: Halbfinale
800 Meter: 4. Platz
4 × 400 Meter: Bronze

- Frederick Macbeth
400 Meter: Viertelfinale

- Brant Little
800 Meter: Halbfinale

- Jack Walter
800 Meter: Vorläufe
1500 Meter: Vorläufe

- David Griffin
1500 Meter: Vorläufe

- Alex Docherty
1500 Meter: Vorläufe

- Pete Walter
1500 Meter: Vorläufe

- Vincent Callard
5000 Meter: Vorläufe

- Billy Kibblewhite
5000 Meter: Vorläufe

- Art Keay
5000 Meter: Vorläufe
3000 Meter Hindernis: Vorläufe

- Clifford Bricker
Marathon: 10. Platz

- Johnny Miles
Marathon: 17. Platz

- Silas McLellan
Marathon: 26. Platz

- Frank Hughes
Marathon: 43. Platz

- Percy Wyer
Marathon: 45. Platz

- Warren Montabone
400 Meter Hürden: Vorläufe

- Stanley Glover
4 × 400 Meter: Bronze

- Alex Munroe
Hochsprung: Disqualifiziert
Dreisprung: 16. Platz in der Qualifikation

- Victor Pickard
Stabhochsprung: 4. Platz

- Doral Pilling
Speerwurf: 12. Platz in der Qualifikation

- Fanny Rosenfeld
Frauen, 100 Meter: Silber 
Frauen, 800 Meter: 5. Platz
Frauen, 4 × 100 Meter: Gold

- Ethel Smith
Frauen, 100 Meter: Bronze 
Frauen, 4 × 100 Meter: Gold

- Myrtle Cook
Frauen, 100 Meter: DQ im Finale
Frauen, 4 × 100 Meter: Gold

- Florence Bell
Frauen, 100 Meter: Halbfinale
Frauen, 4 × 100 Meter: Gold

- Jean Thompson
Frauen, 800 Meter: 4. Platz

- Ethel Catherwood
Frauen, Hochsprung: Gold

### Radsport
- Joe Laporte
Straßenrennen, Einzel: 31. Platz
Straßenrennen, Mannschaft: 14. Platz

- Alfred Tourville
Straßenrennen, Einzel: 56. Platz
Straßenrennen, Mannschaft: 14. Platz

- Torchy Peden
Straßenrennen, Einzel: 63. Platz
Straßenrennen, Mannschaft: 14. Platz
4000 Meter Mannschaftsverfolgung: 5. Platz

- Lew Elder
Straßenrennen, Einzel: DNF
1000 Meter Zeitfahren: 11. Platz
4000 Meter Mannschaftsverfolgung: 5. Platz

- Jim Davies
Sprint: 2. Runde
4000 Meter Mannschaftsverfolgung: 5. Platz

- Andy Houting
4000 Meter Mannschaftsverfolgung: 5. Platz

### Ringen
- James Trifunov
Bantamgewicht, Freistil: Bronze

- Daniel MacDonald
Federgewicht, Freistil: 6. Platz

- Maurice Letchford
Weltergewicht, Freistil: Bronze

- Donald Stockton
Mittelgewicht, Freistil: Silber

- Earl McCready
Schwergewicht, Freistil: 6. Platz

### Rudern
- Joseph Wright jr.
Einer: Viertelfinale
Doppelzweier: Silber

- John Guest
Doppelzweier: Silber

- Frederick Hedges
Achter: Bronze

- Frank Fiddes
Achter: Bronze

- John Hand
Achter: Bronze

- Herbert Richardson
Achter: Bronze

- Jack Murdoch
Achter: Bronze

- Athol Meech
Achter: Bronze

- Edgar Norris
Achter: Bronze

- William Ross
Achter: Bronze

- John Donnelly
Achter: Bronze

### Schwimmen
- Walter Spence
100 Meter Freistil: 6. Platz
4 × 200 Meter Freistil: Bronze 
200 Meter Brust: 6. Platz

- Munroe Bourne
100 Meter Freistil: Vorläufe
4 × 200 Meter Freistil: Bronze 
100 Meter Rücken: Halbfinale

- Garnet Ault
400 Meter Freistil: Halbfinale
1500 Meter Freistil: 6. Platz
4 × 200 Meter Freistil: Bronze

- James Thompson
400 Meter Freistil: Vorläufe
1500 Meter Freistil: Vorläufe
4 × 200 Meter Freistil: Bronze

- Jack Aubin
200 Meter Brust: Vorläufe

- Dorothy Prior
Frauen, 200 Meter Brust: Vorläufe

### Wasserspringen
- Alfred Phillips
Kunstspringen: 7. Platz
Turmspringen: 7. Platz